# Coeficiente de expansão adiabática
O coeficiente de expansão adiabática, representado pela letra grega γ, é a razão entre a capacidade térmica a pressão constante e a capacidade térmica a volume constante:
{\displaystyle \gamma ={\frac {C_{P}}{C_{V}}}}
Nessa transformação, o sistema não troca calor com o meio externo; o trabalho realizado é graças à variação de energia interna. Numa expansão adiabática, o sistema realiza trabalho sobre o meio e a energia interna diminui. Na expansão adiabática ocorre um abaixamento de temperatura.
A partir da Lei dos gases ideais e outras equações de termodinâmica pode-se chegar as equações:
{\displaystyle PV^{\gamma }=constante}
{\displaystyle TV^{\gamma -1}=constante}
{\displaystyle T^{\gamma }P^{1-\gamma }=constante}
Onde P é a pressão do gás, V é o volume do gás e T é a temperatura do gás.

## Sistema adiabático
Um sistema adiabático é definido como aquele em que não há troca de calor entre o sistema e o meio, ou seja, todo o trabalho realizado pelo gás provém de sua energia interna:
{\displaystyle W=-\Delta U}
Se um sistema se expande adiabaticamente, o trabalho do sistema é positivo, logo a energia interna do sistema diminui e por consequência sua temperatura também diminui. Se o sistema se contrai adiabaticamente, o trabalho do sistema é negativo, a energia interna aumenta e sua temperatura também aumenta.
O processo adiabático é possível se o sistema estiver isolado termicamente (com paredes adiabáticas)  ou se o trabalho é realizado tão rapidamente que não há

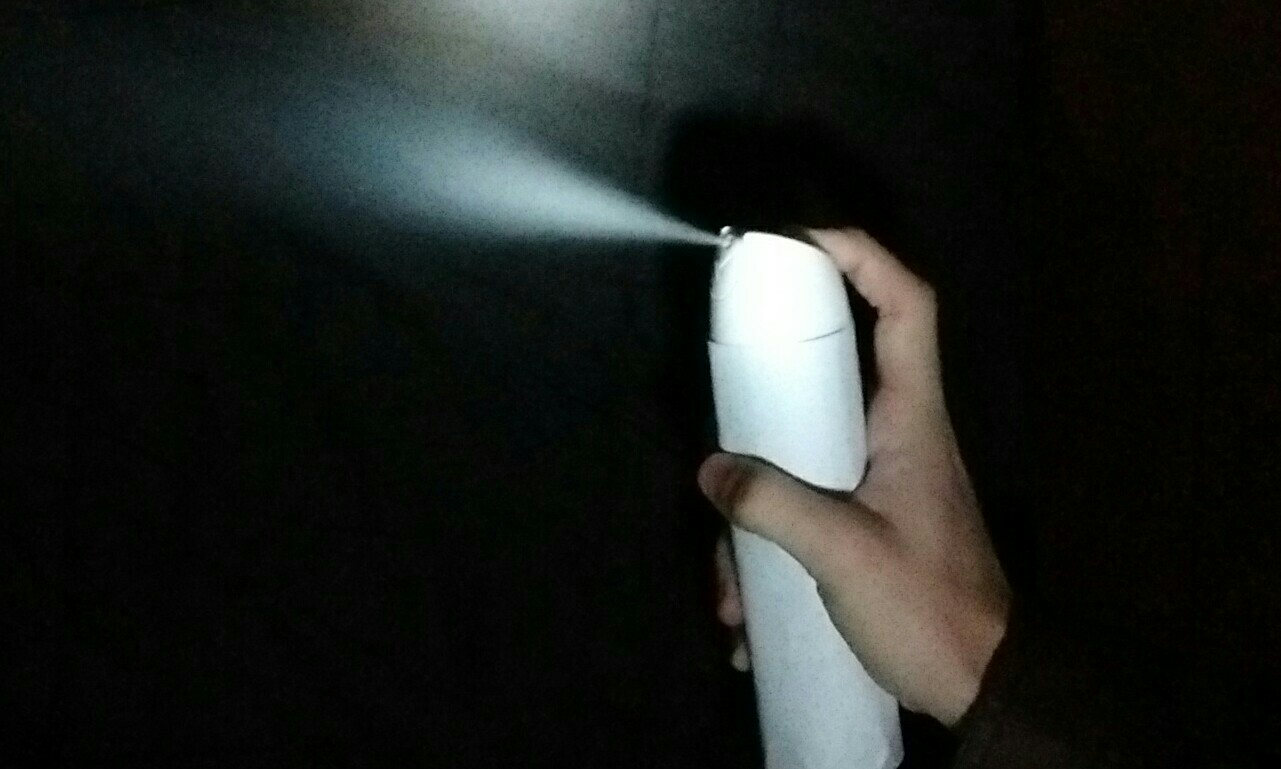
Quando um spray é utilizado, o gás se expande adiabaticamente e resfria.

tempo para o sistema trocar calor com o meio.

### Exemplos de processos adiabáticos
São exemplos de processos adiabáticos a formação de uma névoa na abertura de uma garrafa de refrigerante ou alguma outra bebida com gás, o aquecimento da bomba de encher pneus ao se utilizá-la e o resfriamento do gás de um desodorante quando ele sai do spray. Processos adiabáticos também são importantes no estudo do aquecimento e resfriamento de gases na atmosfera terrestre.

## Relação com graus de liberdade
Como {\displaystyle Cp} e {\displaystyle Cv} variam conforme o número de graus de liberdade do gás, o coeficiente de expansão adiabática também varia.
{\displaystyle Cv=(f/2)R}
{\displaystyle Cp=(f/2)R+R}
Onde {\displaystyle f} são os graus de liberdade. A partir disso podemos tomar
{\displaystyle \gamma =1+{\frac {2}{f}}\qquad {\mbox{ou}}\qquad f={\frac {2}{\gamma -1}}}
Para gases monoatômicos ideais, existem 3 graus de liberdade:
{\displaystyle Cp/Cv={\frac {5R/2}{3R/2}}=5/3=1,666...=\gamma _{monoatomico}}
Para gases diatômicos ideais, existem 5 graus de liberdade:
{\displaystyle Cp/Cv={\frac {7R/2}{5R/2}}=7/5=1,4=\gamma _{diatomico}}
Em gases reais, o valor dos calores específicos a volume constante e a pressão constante variam em função da temperatura, então {\displaystyle \gamma } será um valor aproximado do ideal (ver tabela).

## Dedução das fórmulas
Imagine um sistema com um gás em um embolo hermeticamente fechado. Partindo da primeira lei da termodinâmica:
{\displaystyle \Delta U=Q-W}
Onde {\displaystyle \Delta U} é a variação da energia interna, {\displaystyle Q} é o calor trocado com o meio e {\displaystyle W} é o trabalho realizado pelo gás.
Para variações infinitesimais e substituindo {\displaystyle dW} por {\displaystyle PdV}:
{\displaystyle dU=Q-PdV}
Supondo que o gás está termicamente isolado, {\displaystyle Q=0}. Também podemos substituir {\displaystyle dU} por {\displaystyle CvdT} em que {\displaystyle n}é o número de mols do gás e {\displaystyle dT} é a variação infinitesimal da Temperatura. Após algumas alterações algébricas chegamos a
{\displaystyle dT=-(P/Cv)dV}
Dada a equação: {\displaystyle d(PV)=PdV+VdP=nRdT} , onde {\displaystyle nR=Cp-Cv} e substituindo o {\displaystyle dT} da equação acima chega-se em:
{\displaystyle dP/P=-(Cp/Cv)dV/V}
Substituindo {\displaystyle \gamma =Cp/Cv}, integrando ambos os lados e fazendo operações logarítmicas:
{\displaystyle PV^{\gamma }=constante}
Logo,
{\displaystyle P_{1}V_{1}^{\gamma }=P_{2}V_{2}^{\gamma }}
Para deixar em termos da temperatura e do volume, se substitui {\displaystyle P=nRT/V}na equação anterior e se chega a fórmula
{\displaystyle TV^{\gamma -1}=constante}
pois {\displaystyle (nR)^{\gamma }} é constante durante a expansão.
Para deixar em função da pressão e do volume, substitui-se {\displaystyle V=nRT/P} na equação anterior e fazendo algumas substituições algébricas se encontra
{\textstyle T^{\gamma }P^{1-\gamma }=constante}